# Ligier JS17
La Ligier JS17 fu una vettura di Formula 1 prodotta dal team francese per partecipare al campionato del 1981. È stata utilizzata anche nel campionato 1982 aggiornata a JS17B.

## La vettura
La JS17 è stata progettata da Gérard Ducarouge e Michel Beaujon ed è derivata dalla JS11/15. Dopo avere usato per due anni il Ford Cosworth DFV, dal 1981 il team francese è tornato ad utilizzare motori Matra MS81 aspirati, che altro non erano che un aggiornamento degli stessi motori Matra con cui Ligier debuttò nella Formula 1. Per rispondere ai maggiori consumi del nuovo motore, il serbatoio di carburante è stato ingrandito. A partire dal Gran Premio del Belgio la JS17 ha montato sospensioni adattive idro-pneumatiche per permettere alla vettura di gareggiare il più vicino possibile al terreno ma di superare i controlli sull'altezza minima da terra di 60 mm.
Per la stagione 1982 la JS17 è stata aggiornata a JS17B.

## Le stagioni

### 1981
Nel gennaio 1981 venne sottoscritto un accordo tra Guy Ligier e Peugeot, che aveva da poco assorbito la Talbot che nel 1980 aveva acquistato il 70% della Ligier: il 50% delle azioni aziendali rimasero a Ligier, il 49% andò a Peugeot e l'1% a Matra, che grazie all'accordo con Talbot tornò ad essere il fornitore di motori.
I piloti della stagione 1981 furono Jacques Laffite e Jean-Pierre Jabouille, proveniente dalla Renault. Jabouille, al rientro da un infortunio, fu sostituito per la prima gara da Jean-Pierre Jarier. Jarier si qualificò decimo e Laffite dodicesimo ma furono costretti entrambi al ritiro, il primo per un guasto alla pompa del carburante e il secondo per un incidente con Bruno Giacomelli. Al successivo Gran Premio del Brasile la Ligier iscrisse alle prove tutti i tre piloti: Jarier si comportò meglio di Jabouille, che non aveva completamente recuperato dopo l'infortunio, e partecipò anche a questo gran premio, arrivando settimo dietro a Laffite che conquistò il primo punto stagionale del team.

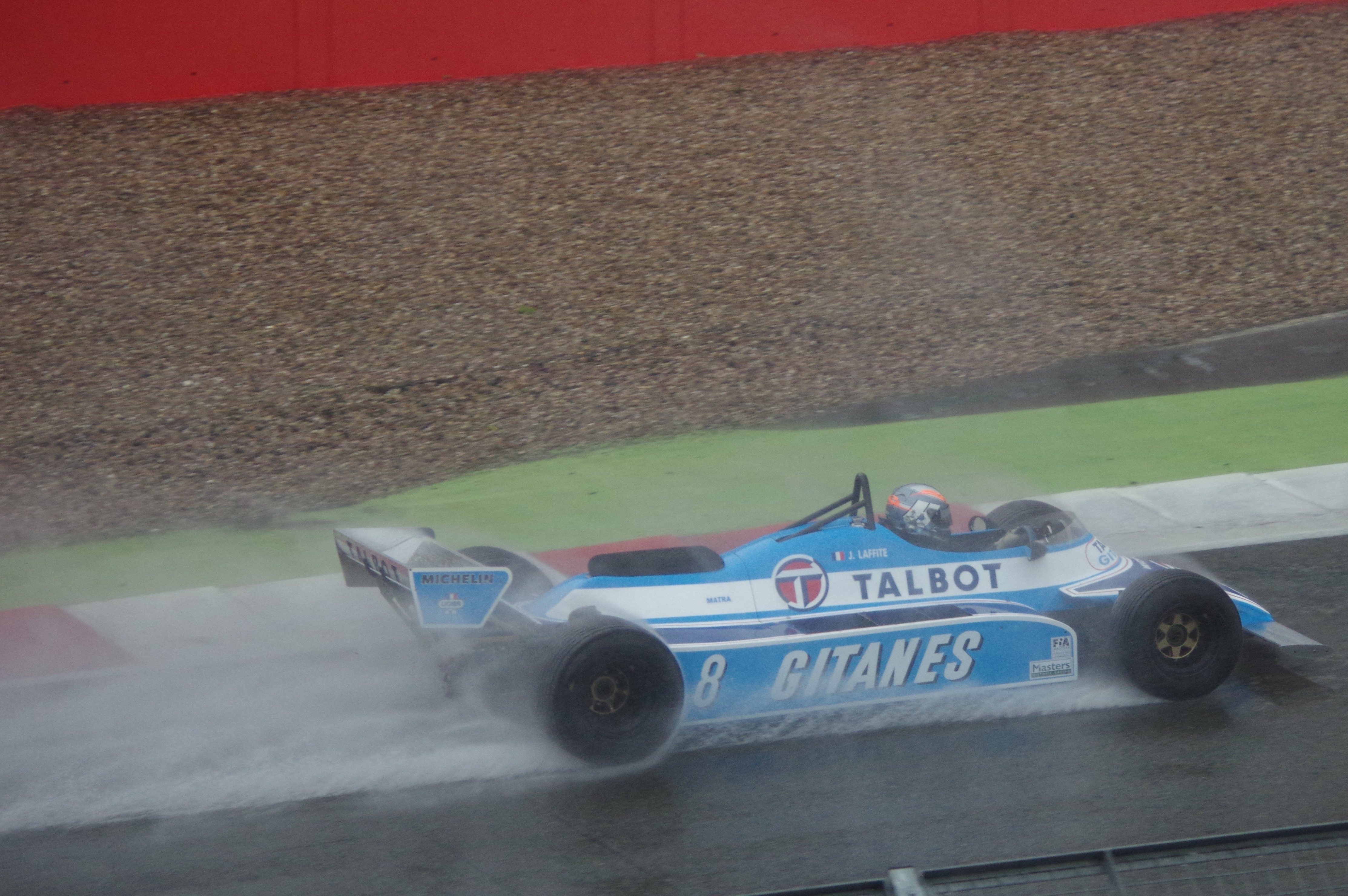
Una JS17 alla Silverstone Classic 2015

Al Gran Premio d'Argentina Jabouille mancò la qualificazione e Laffite si ritirò a causa di problemi di tenuta di strada. Al Gran Premio di San Marino Laffite fu nuovamente costretto al ritiro a causa di un'uscita di pista mentre Jabouille concluse la gara a 15 giri di distacco dal vincitore, Nelson Piquet, non venendo classificato. A partire dal Gran Premio del Belgio le prestazioni della JS17 sono migliorate grazie all'adozione delle nuove sospensioni idro-pneumatiche. Grazie a questo miglioramento Laffite ottenne tre podi consecutivi a Zolder, a Monaco e in Spagna, dove partì dalla prima posizione e perse 10 posizioni nel primo giro. Al contrario, Jabouille mancò la qualificazione a Monaco e si ritirò in Belgio e in Spagna, rispettivamente, a causa di problemi alla trasmissione e ai freni.
Dopo il Gran Premio di Spagna Jabouille decise di abbandonare la Formula 1 e venne sostituito da Patrick Tambay, proveniente dalla Theodore. Pur qualificandosi spesso davanti al compagno di squadra, Tambay non riuscì a concludere una sola gara. Dopo un doppio ritiro in Francia, Laffite ottenne due terzi posti consecutivi in Gran Bretagna e in Germania e in Austria salì sul gradino più alto del podio segnando anche il giro più veloce. Dopo due ritiri in Olanda e Italia, Laffite tornò a vincere in Canada posizionandosi terzo nella classifica piloti a 6 punti di distacco da Carlos Reutemann e a 5 da Nelson Piquet. Al Gran Premio di Las Vegas Laffite, che si qualificò dodicesimo, concluse sesto, attardato dall'usura degli pneumatici.

### 1982
Nel 1982 il team ingaggiò Eddie Cheever in sostituzione di Tambay. Al volante della JS17 per i primi due gran premi e della revisionata JS17B a partire dal Gran Premio degli Stati Uniti d'America-Ovest, nessuno dei due piloti riuscì a concludere la gara nei primi tre gran premi stagionali. Dopo avere boicottato il Gran Premio di San Marino, Cheever concluse terzo al Gran Premio del Belgio con Laffite nono. Al Gran Premio di Monaco il team iscrisse la nuova JS19, che però venne sostituita dalla JS17 a partire dal successivo Gran Premio degli Stati Uniti d'America-Est per permettere alla Ligier di migliorarne le prestazioni. A Detroit Cheever concluse al secondo posto con Laffite sesto, mentre in Canada entrambi i piloti si ritirarono. Nel Gran Premio d'Olanda Cheever gareggiò con la JS19 mentre Laffite, che si qualificò ventunesimo e si ritirò per problemi di tenuta di strada, guidò la JS17B dopo che in prova ruppe la frizione della sua JS19. Al Gran Premio di Gran Bretagna Laffite guidò la JS19 mentre Cheever guidò per l'ultima volta una JS17B.

## Risultati completi
| Anno | Team                  | Motore     | Gomme | Piloti    |     |    |     |     |     |    |     |     |     |     |     |     |     |     |     | Punti | Pos. |
| ---- | --------------------- | ---------- | ----- | --------- | --- | -- | --- | --- | --- | -- | --- | --- | --- | --- | --- | --- | --- | --- | --- | ----- | ---- |
| 1981 | Equipe Talbot Gitanes | Matra MS81 | M     | Jarier    | Rit | 7  |     |     |     |    |     |     |     |     |     |     |     |     |     | 44    | 4º   |
| 1981 | Equipe Talbot Gitanes | Matra MS81 | M     | Jabouille |     | NA | NQ  | NC  | Rit | NQ | Rit |     |     |     |     |     |     |     |     | 44    | 4º   |
| 1981 | Equipe Talbot Gitanes | Matra MS81 | M     | Tambay    |     |    |     |     |     |    |     | Rit | Rit | Rit | Rit | Rit | Rit | Rit | Rit | 44    | 4º   |
| 1981 | Equipe Talbot Gitanes | Matra MS81 | M     | Laffite   | Rit | 6  | Rit | Rit | 2   | 3  | 2   | Rit | 3   | 3   | 1   | Rit | Rit | 1   | 6   | 44    | 4º   |

| Anno | Team                  | Motore     | Gomme | Piloti  |     |     |     |  |   |  |   |     |     |     |  |  |  |  |  |  | Punti | Pos. |
| ---- | --------------------- | ---------- | ----- | ------- | --- | --- | --- |  | - |  | - | --- | --- | --- |  |  |  |  |  |  | ----- | ---- |
| 1982 | Equipe Talbot Gitanes | Matra MS81 | M     | Cheever | Rit | Rit | Rit |  | 3 |  | 2 | 10* |     | Rit |  |  |  |  |  |  | 20    | 8º   |
| 1982 | Equipe Talbot Gitanes | Matra MS81 | M     | Laffite | Rit | Rit | Rit |  | 9 |  | 6 | Rit | Rit |     |  |  |  |  |  |  | 20    | 8º   |

| Legenda | 1º posto     | 2º posto | 3º posto    | A punti         | Senza punti/Non class.  | Grassetto – Pole position Corsivo – Giro più veloce |
| Legenda | Squalificato | Ritirato | Non partito | Non qualificato | Solo prove/Terzo pilota | Grassetto – Pole position Corsivo – Giro più veloce |

* – Indica i piloti ritirati ma ugualmente classificati avendo coperto, come previsto dal regolamento, almeno il 90% della distanza di gara.